# 绿色行动 (爱尔兰)
绿色行动（Unternehmen Grün）是納粹德國制定的入侵爱尔兰的全面军事行动计划，作为入侵英国（海獅作戰）的辅助作战。尽管计划内容细致，但后世认为绿色行动只是德方的情报欺骗，是个用来威慑敌方的佯攻计划，并非真正的军事行动方案。英政府在与爱尔兰政府秘密联络后起草了W方案，准备派出英军占领爱尔兰自由邦，应对可能发生的德军入侵。